# Омладинска библиотека и читаоница „Мехмед еф. Спахић”
Омладинска библиотека и читаоница „Мехмед еф. Спахић” представља културну омладинску установу на простору општине Козарска Дубица као значајн фактор у култури и образовању бошњака на овим просторима. Библиотека се налази у улици Петровданска б.б. Ова библиотека и читаоница је релативно млада зато што је основана тек прије 5 година.

## Историјат
Библиотека је основана почетком фебруара мјесеца 2012. године, тачније 2. фебруара, од стране Меџлиса Исламске заједнице у Козарској Дубуци. Библиотека је свечано отворена тек 19. августа 2013. године од стране реиса Исламске заједнице Хусеина еф. Хазановића који је тада званично предао омладини Козарске Дубице.
Циљ оснивања ове библиотеке је првенствено ширење знања и културе прије свега на подручју општине. Поред тога циљ оснивања је ширење омладинских и приградских дружења, промоције књига, организације трибина, одржавање допунске и инструктивне наставе за ученике и студенте, и да, у ширем смислу буде од користи првенствено младима, али и свим осталим становницима Козарске Дубице.
Секундарни циљ ове библиотеке јесте и да скупи довољан број наслова, а који износи 5.000 да би испунили законске услове за финансирање из буџета Републике Српске. За сад библиотека посједује нешто више од 4.000 наслова. Књиге су углавном набављали путем разних акција прикупљања књига.
С обзиром на то да се ради о младој библиотеци уприличили су низ посјета ради упознавања о начину управљања једном таквом органзацијом. Једна од посјета је била и посјета Гази Хусрев-беговој библиотеци у Сарајеву. Том приликом је Омладинска библиотека добила значајну донацију. Још једна од значајних донације јесте и донација Нусрете Кепеш, професора са исламског педагошког факултета у Бихаћу, која је повећала фонд библиотеке за 563 наслова. Године 2016. Библиотека је добила значајан допринос у виду 1 200 наслова и то од Меџлиса Исламске заједнице Зенице (700 наслова) и од удружена "Хава" из Доњег Вакуфа (500 наслова).
Године 2017. библиотека је прославила 4 године свог постојања.